# Митрович, Мирослав
Мирослав Мира Митрович (серб. Мирослав Мира Митровић; 25 июля 1920, Белград — 13 июня 2006, Златибор) — сербский радиорежиссёр, сценарист и комедиограф.
Окончил философский факультет Белградского университета. Дебютировал на радио как диктор в 1939 году. После Второй мировой войны продолжил работу как редактор и сценарист, многолетний сотрудник Югославского радио. Основатель (в 1949 году) первой сатирической радиопрограммы в социалистической Югославии «Весёлые вечера» (серб. Веселе вечери). Был секретарём партийной организации Союза коммунистов Югославии на Белградском радио.
Опубликовал сборник юмористических миниатюр «Да здравствует первый мировой мир» (серб. Живео први светски мир; 1983). В 1989 г. подготовил шестисерийный документальный телесериал «Смехотворцы» (серб. Смехотворци), в котором с использованием архивных записей и новых съёмок рассказал историю сатиры и юмора на радио и телевидении Югославии. Посмертно вышел том его воспоминаний «Невидимый спутник» (серб. Невидљиви сапутник; 2006).
В СССР пользовался популярностью водевиль Митровича «Ограбление в полночь» (русское переложение В. Константинова и Б. Рацера): по этой пьесе была написана оперетта Марка Лившица (1958), снят телеспектакль Александра Белинского (1978).